# コマルカ・デ・サリア
コマルカ・デ・サリア（Comarca de Sarria）はガリシア州ルーゴ県のコマルカで、同県の南部に位置する。
オ・インシオ、ランカラ、パラデーラ、オ・パラモ、サモス、サリア、トリアカステーラの7自治体によって構成される。
隣接するコマルカは、北から西がコマルカ・デ・ルーゴ、北から東がコマルカ・ドス・アンカーレス、東から南がコマルカ・デ・キローガ、南がコマルカ・ダ・テーラ・デ・レモス、西がコマルカ・デ・チャンターダと接している。
面積は836.2km²で、2010年の人口は24,697人（2009年：24,904人、2007年：25,279人）。コマルカの中心地区は自治体サリアのサリア教区のサリア地区。

## 地理
| コマルカ・デ・サリアの構成自治体（2010年）             |            |             |                    |
| 自治体                                                 | 人口（人） | 面積（km²） | 人口密度（人/km²） |
| オ・インシオ                                           | 2,016      | 146.2       | 13.8               |
| ランカラ                                               | 2,930      | 121.7       | 24.1               |
| パラデーラ                                             | 2,091      | 121.1       | 17.3               |
| オ・パラモ                                             | 1,632      | 74.8        | 21.8               |
| サモス                                                 | 1,646      | 136.6       | 12.0               |
| サリア                                                 | 13,611     | 184.6       | 73.7               |
| トリアカステーラ                                       | 771        | 51.2        | 15.1               |
| 計                                                     | 24,697     | 836.2       | 29.5               |
| 出典: INE（スペイン国立統計局）、IGE（ガリシア統計局） |            |             |                    |